# Burg Kaysersberg

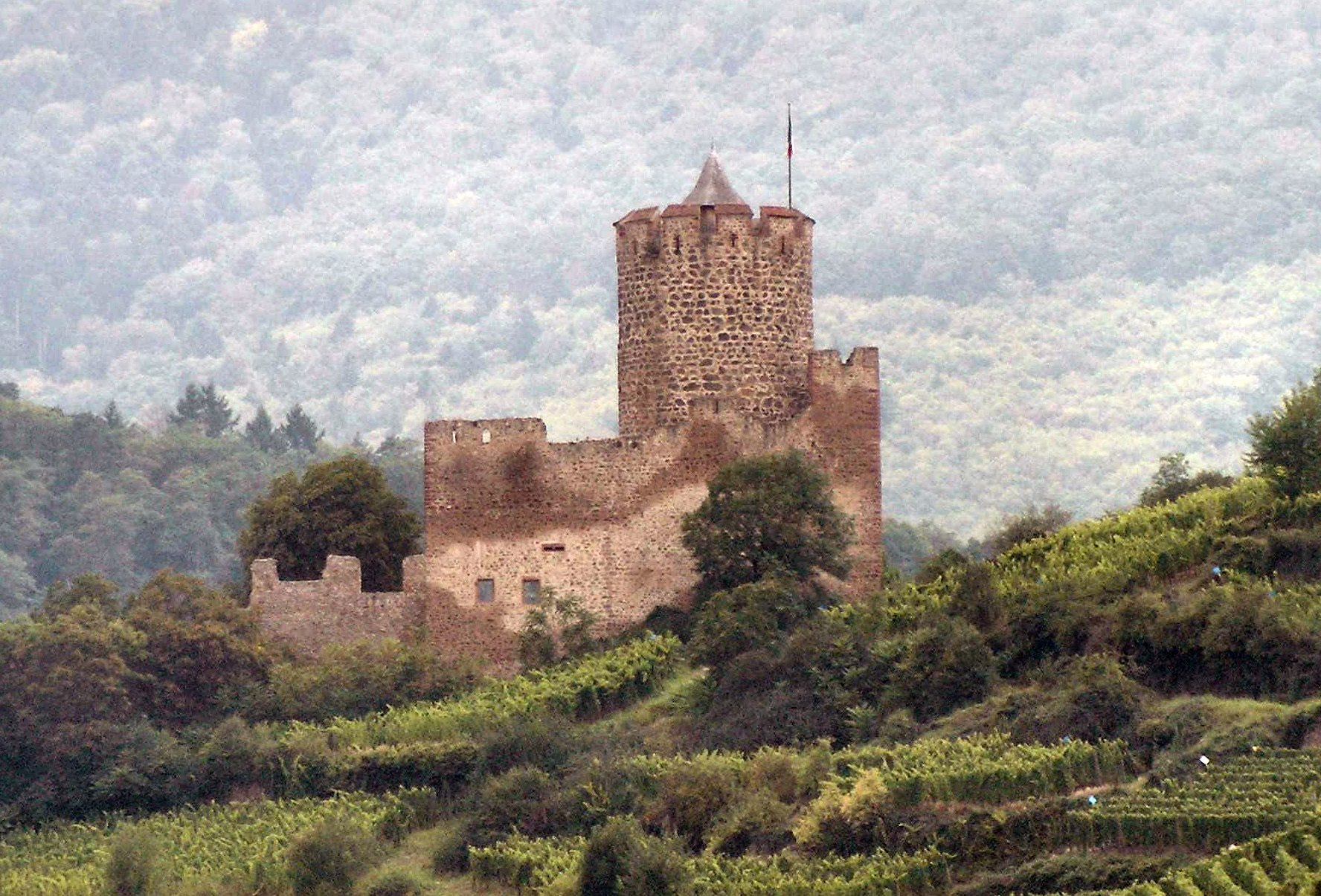
Ansicht der Burg Kaysersberg von Osten

Die Burg Kaysersberg (französisch Château de Kaysersberg), bisweilen auch Schloss Kaysersberg genannt, ist die Ruine einer Hangburg in der elsässischen Ortschaft Kaysersberg rund zehn Kilometer nordwestlich von Colmar im Norden des Départements Haut-Rhin. Ihr Name resultiert aus dem Fakt, dass sie eine kaiserliche Gründung war.
Die Wurzeln der Anlage reichen in das 13. Jahrhundert zurück, als Kaiser Friedrich II. den Befehl gab, den strategisch wichtigen Ort durch eine Festung zu sichern. Im 14. Jahrhundert ausgebaut, erhielt sie in der zweiten Hälfte des 16. Jahrhunderts letzte bauliche Veränderungen. Schon nach Ende des Dreißigjährigen Krieges war die Burg aber durch zahlreiche Belagerungen und Kampfhandlungen ruinös und unbewohnt. Ab 1795 wurde das Areal als Weinberg genutzt, wofür viel Bausubstanz niedergelegt und das Terrain eingeebnet wurde. Heute sind nur noch der Bergfried und Teile der Ringmauer erhalten.
Die Kernburg steht als Monument historique seit dem 1. Oktober 1841 unter Denkmalschutz. Die Reste der Ringmauer, die mit den Befestigungen des Orts verbunden sind, wurden am 18. September 1995 in die nationale französische Denkmalliste aufgenommen.
Ein Großteil des Burggeländes wird heute als privater Garten genutzt und ist nicht öffentlich zugänglich. Der kleinere, nördliche Burgbereich mit seinem Bergfried kann aber besichtigt werden.

## Geschichte
Die Burg Kaysersberg wurde 1227 erstmals urkundlich erwähnt. In jenem Jahr kaufte König Heinrich VII. Konrad von Horburg und Anselm von Rappoltstein für den stolzen Preis von 250 Mark Silber sämtliche Rechte an der vom Reichsvogt Wölfelin auf fremdem Grund errichteten Wehranlage ab. Sie sollte die wichtige Handelsstraße von Colmar über den Diedolshauser Pass nach Osten und damit einen der Hauptverkehrswege zwischen dem Elsass und Lothringen kontrollieren. Zur Zeit ihrer Ersterwähnung war die Burg noch sehr jung und vermutlich gerade erst im Bau. Die Behauptung, sie habe schon im 12. Jahrhundert bestanden, beruht auf dem Übersetzungsfehler einer Passage aus der Chronik des Richer von Senones. Zeitgleich mit der Burg entstand ein Suburbium, das dem Vernehmen nach die Burgmannensitze von 40 Rittern aufnehmen konnte und heute den Kern der Stadt Kaysersberg bildet. Die Ausmaße der Anlage waren in der Anfangszeit wohl noch recht bescheiden. Sie bestand aus dem Bergfried und vielleicht aus einem nicht sonderlich großen herrschaftlichen Bau sowie maximal zwei bis drei Burgmannenhäusern. Mit Ausnahme des steinernen Turms bestanden die Bauten aus Holz.
Im Streit zwischen Kaiser Friedrich II. und Papst Innozenz IV. zerstörte Heinrich III. von Stahleck, der Bischof von Straßburg, Befestigungen der Staufer auf elsässischem Gebiet. 1246/1247 belagerte er deshalb auch Burg und Stadt Kaysersberg; jedoch erfolglos. Erst als die Kaysersberger mit Exkommunikation bedroht wurden, gaben sie ihren Widerstand auf. Im Jahr darauf besetzte der lothringische Herzog Matthäus II. die Anlage, versprach aber, sie fünf Jahre später König Wilhelm von Holland zu übergeben. 1261 war die Burg im Besitz des Bischofs Walter von Geroldseck, der mit der Stadt Straßburg im Streit lag. Rudolf von Habsburg nahm Kaysersberg als deren Verbündeter ein und ließ sämtliche Holzkonstruktionen durch Bauten aus Stein ersetzen. Sein Ausbau war jedoch nicht auf Repräsentation ausgelegt, sondern rein zweckmäßig. Nachdem er 1273 König geworden war, vergab er die Burg als Lehen an Burgmannen.

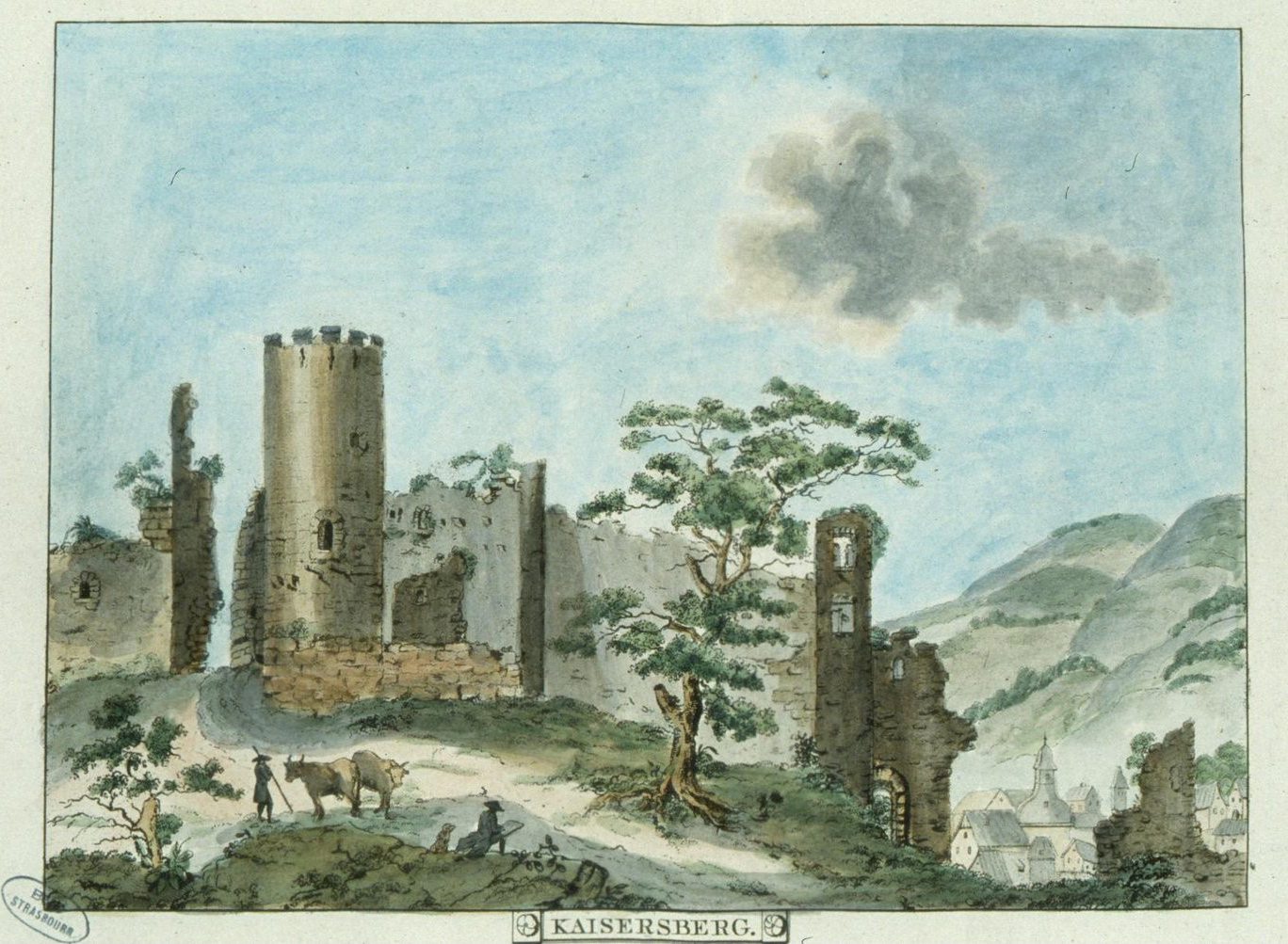
Die Burgruine im Jahr 1785, kolorierte Federzeichnung von François Walter

1330 verpfändete Ludwig der Bayer Burg und Stadt an den böhmischen König Johann, dem sie aber am 9. August 1336 nach kurzer Belagerung durch den Landvogt und die Reichsstände wieder abgenommen wurde. Fortan verwaltete ein kaiserlicher Vogt die Burganlage. 1379/1380 erfolgte eine Erhöhung der Ringmauer um vier Meter. Zugleich wurde 1380 an der Ostseite der Kernburg ein neuer, größerer Wohnbau errichtet. Die Anlage diente im Mittelalter noch häufiger als Pfandobjekt, so war sie zum Beispiel an Wenzel I. von Luxemburg und Konrad Stürtzel, den Kanzler Maximilians I., verpfändet. 1444 widerstand sie erfolgreich einer Belagerung durch die Armagnacs. Während die Unterburg wahrscheinlich schon im 15. Jahrhundert aufgegeben worden war, erfolgten im selben Zeitraum bauliche Veränderungen in und an der Oberburg. Dazu zählten die Errichtung eines runden Baus zwischen Bergfried und Wohnbau und das Versetzen der Trennmauer zwischen Ober- und Unterburg nach Süden. Dabei wurde auch ein neues Burgtor in der Ostseite der Ringmauer ausgebrochen, das einen direkten Zugang zur Kernburg ermöglichte. Zuvor war dieser Bereich nur von der Unterburg aus erreichbar gewesen.
War die Anlage 1444 noch wehrhaft genug gewesen, um einer Belagerung während des Hundertjährigen Kriegs standzuhalten, reichten ihre Verteidigungsanlagen während des Deutschen Bauernkriegs nicht aus, um die Aufständischen abzuhalten. Diese hatten Kanonen gegen die Burg in Stellung gebracht, und nach einem mehrstündigen Bombardement musste die Besatzung von Kaysersberg am 18. Mai 1525 schließlich kapitulieren. Unter Lazarus von Schwendi, kaiserlichem Rat Karls V., erfolgte 1583 noch einmal eine Verstärkung der Anlage zu ihrer Anpassung an moderne Feuerwaffen. Die Zinnen des Bergfrieds erhielten Schießscharten, die Zinnenfenster Schießläden, und der dahinter liegende Wehrgang wurde überdacht. Aber schon um 1600 galt die Burg als baufällig. Trotzdem konnte sie im Dreißigjährigen Krieg 1635 und 1636 noch einmal zwei Belagerungen standhalten. Die Kampfhandlungen trugen aber maßgeblich zum weiteren Verfall der Anlage bei, sodass sie im Jahr 1648 gänzlich ruiniert und unbewohnt war. Der französische König Ludwig XIV., dem Burg und Stadt durch den Westfälischen Frieden zugefallen waren, erlaubte den Wiederaufbau der Anlage nicht, weil er der Meinung war, dass dies zwecklos sei.

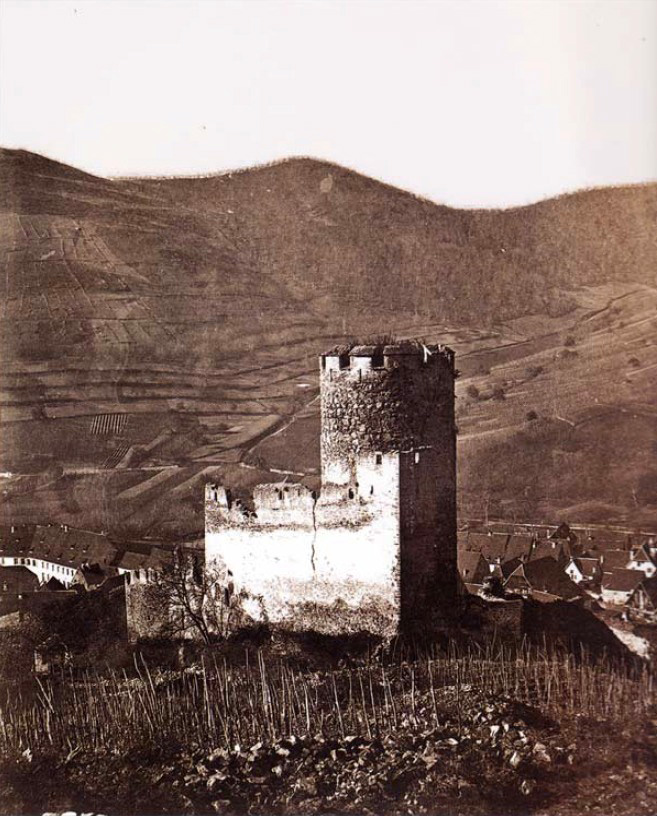
Ansicht der Burg von Norden, Mitte 19. Jh.

Während der Französischen Revolution konfisziert, wurde die Burgruine 1796 an den Franz Josef Böcklin von Böcklinsau verkauft. Er ließ sämtliche Gebäude mit Ausnahme des massiven Bergfrieds abreißen und das Burggelände zum Teil durch Sprengungen terrassieren, um es anschließend als Weinberg zu nutzen. Später kam der Besitz an die Familie Bastard und schließlich an Charles-Sylvestre Rieff, Präsident am Cour d’appel in Colmar. Er überließ den Bereich der Kernburg der Gesellschaft für die Erhaltung der historischen Denkmäler des Elsass (Société pour la Conservation des Monuments Historiques dʼAlsace). Sie ließ die Ruine in der Zeit von 1865 bis 1869 baulich sichern und die Anlage durch zwei Wege touristisch erschließen. Der derweil vermauerte Ostzugang wurde durch sie wieder geöffnet und zusätzlich ein ebenerdiger Eingang in den Bergfried geschaffen. 1899 erwarb das Reichsland Elsaß-Lothringen die Burg, sodass sie nach Ende des Ersten Weltkriegs an den französischen Staat fiel. Während des Zweiten Weltkriegs beschoss die Mannschaft eines amerikanischen Panzers den Bergfried, weil sich dort deutsche Soldaten verbarrikadiert hatten. Die daraus entstandenen Beschädigungen wurden 1955 im Rahmen von Instandsetzungsarbeiten beseitigt.
Im Zuge von Restaurierungsarbeiten fanden im Zeitraum von 1995 bis 1998 archäologische Ausgrabungen und Bauuntersuchungen statt. Dabei wurden zum Beispiel die Grundmauern des einstigen Wohnbaus freigelegt und dendrochronologische Untersuchungen durchgeführt, um die Bauhistorie des Ringmauer zu klären. Bis Ende 2007 gehörte die Burgruine dem französischen Staat, ab Januar 2008 dann der Gemeinde Kaysersberg, und seit Anfang 2016 ist nun die Commune nouvelle Kaysersberg Vignoble Eigentümerin.

## Beschreibung

### Lage
Die Burgruine steht auf 295 Meter Höhe am westlichen Hang des Schlossberg etwa 50 Meter über der Ortschaft Kaysersberg und beherrscht deren Ortsbild. Sie liegt an der Nordspitze der einstigen Stadtmauer, die in derselben Technik errichtet worden ist wie die Burgmauern. Die Anlage überblickt das aus den Vogesen herausführende, waldreiche Tal der Weiss. Ein Fußweg führt an Weinbergen (Lagenbezeichnung: Schlossberg Grand Cru) entlang hinauf zur Burganlage, deren Kernburg ganzjährig besucht werden kann.

### Architektur

Schematischer Grundriss der Burg

Die architektonisch fast völlig schmucklose Burganlage ist zweigeteilt. Am höchsten Punkt des Areals liegt eine kleine Kernburg, die aufgrund ihrer Lage Oberburg genannt wird. Südlich davon liegt tiefer das wesentlich größere Vorburgareal, das Unterburg genannt wird. Die beiden Bereiche sind durch eine Mauer voneinander getrennt. Als Baumaterial kam die am Berg anstehende Grauwacke zum Einsatz, die vielleicht aus einem noch rudimentär erhaltenen Steinbruch nördlich der Schildmauer stammt. Am Bergfried sind große Brocken verbaut, ansonsten wurde kleiner Bruchstein verwendet. Einige Eckverbände und Gewände bestehen aus Granit.

#### Unterburg
Von der Unterburg sind lediglich die polygonale Ringmauer und minimale Spuren einer ehemaligen Randbebauung erhalten. Das Areal nimmt eine Grundfläche von 2,8 Hektar ein und war bis in das 15. Jahrhundert sogar noch größer, ehe die Trennmauer zur Oberburg nach Süden versetzt wurde. Die Lage der ehemaligen Mauer ist heute durch eine Pflasterung im Boden kenntlich gemacht. Die Umfassungsmauer besitzt fast keine Öffnungen, nur an der Ostseite gibt es einige hohe Schlitzscharten und ein Zugangstor aus dem 13. Jahrhundert, das für Besucher nicht zugänglich ist. Ein zweites, gleich altes Tor an der Westseite der Unterburg ist vermauert. An der Innenseite der Ringmauer zeugen erhaltene Konsolsteine von einem ehemaligen Wehrgang aus Holz.

#### Oberburg

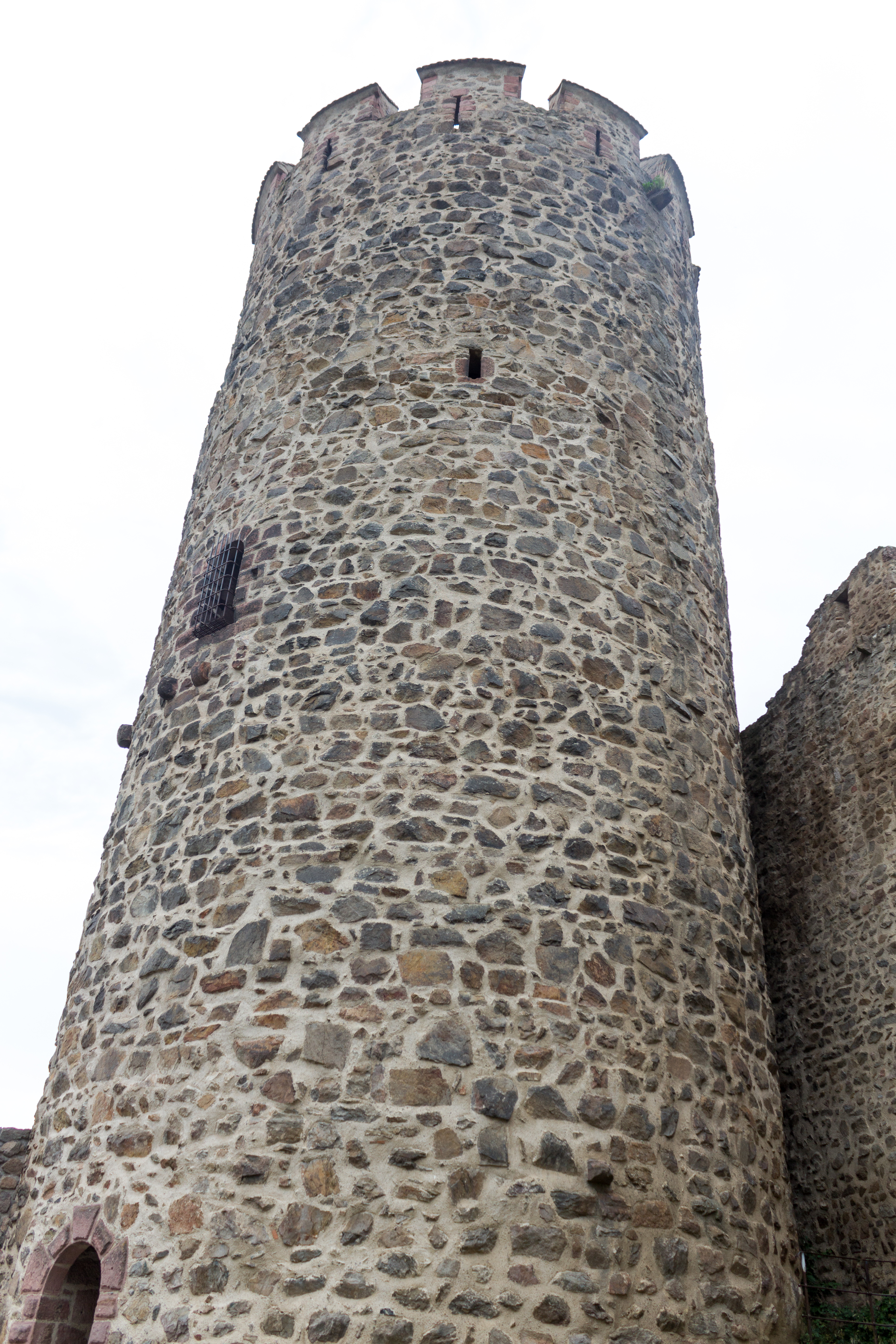
Bergfried

Die im Norden liegende Oberburg besitzt einen annähernd dreieckigen Grundriss mit einer Fläche von 276 m². Ausgrabungen in den 1990er Jahren zeigten, dass sie in vier Phasen entstanden ist. Im ersten Viertel des 13. Jahrhunderts entstand der Bergfried, der in der Zeit von 1264 bis 1268 von einer steinernen Ring- und Schildmauer umgeben wurde. In einer dritten Bauphase 1379/1380 wurden die Mauern erhöht und ein Wohnbau errichtet, ehe in der zweiten Hälfte des 15. Jahrhunderts der Zinnenkranz der Bergfrieds und die Ringmauer ein letztes Mal verändert wurden.
Die zur Angriffsseite zeigende Nordspitze des Kernburg-Berings ist als Schildmauer aus Buckelquadern ausgebildet. An ihrer Ostseite weist sie noch eine Höhe von 14 Metern auf. Allerdings ist sie mit 1,26 Metern nicht dicker als der Durchschnitt der übrigen Ringmauer, die etwa 7,50 Metern hoch ist. Wie in der Unterburg ist die Lage des einstigen Wehrgangs anhand noch vorhandener Konsolsteine nachvollziehbar. Die Brüstung war dort 2,40 Meter hoch. Gegen den nördlich liegenden, aufsteigenden Berggrat ist die Spitze durch einen kleinen vorgelagerten Halsgraben geschützt. Ein weiterer, heute nur noch sehr flacher Halsgraben schützte die Kernburg zusätzlich an ihrer Ostseite. Seine Breite betrug ehemals etwa acht Meter. Von dieser Seite erfolgte ab dem 15. Jahrhundert auch der Zugang zur Oberburg. Dem Tor war zum Schutz eine Barbakane vorgelagert, die nach 1415 nur über eine Zugbrücke erreichbar war. Eine neben dem Tor eingebaute große Kreuzscharte aus dem 15. Jahrhundert schützte den Eingang zusätzlich.
Nur 30 Zentimeter hinter der Schildmauer steht der Bergfried der Burg und deckte damit ebenfalls die Angriffsseite. Der Turm ist eines der ersten Exemplare solch runder Bergfriede am Oberrhein und hat Ähnlichkeit mit dem Hauptturm der Pflixburg. Er war als reiner Wehrturm angelegt und nicht bewohnbar, was zum Beispiel durch das Fehlen von Aborten deutlich wird. Sein Mauerwerk war früher wahrscheinlich verputzt. Die Turmhöhe beträgt 24,8 Meter bei einem Außendurchmesser von 11,2 Metern. Durch seine über vier Meter dicken Mauern besitzt sein Inneres nur einen Durchmesser von 2,4 Metern. Dieses war in vier Geschosse unterteilt. Das seinerzeit lichtlose Erdgeschoss diente als Verlies. Die darüber liegende Etage hatte eine Höhe von neun Metern und erhielt nur über einen einzigen Lichtschlitz spärliche Erleuchtung. Die Konsolen für ihren Holzfußboden sind zum Teil noch erhalten. Das zweite Geschoss diente als Lager. Von dort war die Wehrplatte auf dem Dach erreichbar. Heute führt eine moderne Wendeltreppe aus Beton vom Erdgeschoss dorthin. Der dortige Zinnenkranz erhielt im Spätmittelalter Anpassungen für Feuerwaffen wie Arkebusen und Feldschlangen. Allerdings ist er nur noch bis zu einer Höhe von 0,55 Metern original, der Rest ist eine Rekonstruktion. Der heutige Eingang im Erdgeschoss des Bergfrieds ersetzte im 19. Jahrhundert den ursprünglichen Hocheingang an der Südseite des Turms auf 10,6 Meter Höhe. Diese Rundbogenpforte besitzt ein Gewände aus flachen Buckelquadern, ist 1,80 Meter hoch und 0,73 Meter breit. Sie war früher über einen vorgelagerten, hölzernen Balkon erreichbar, von dem noch drei Kragsteine erhalten sind.
Südöstlich des Bergfrieds stand seit 1380 ein 9,2 × 7,7 Meter großer Wohnbau mit drei Geschossen, der sich von innen an die Ringmauer anlehnte. Ihm stand an der Westseite der Kernburg ein weiteres großes Gebäude gegenüber. Dessen Grundriss maß 8,4 × 11,3 Meter. Neben einem Keller besaß es zwei oberirdische Geschosse. Im 15. Jahrhundert entstand zudem zwischen Bergfried und Wohnbau ein runder Bau, dessen Innendurchmesser etwa fünf Meter betrug. Seine Funktion ist unbekannt.